# Temple Huguo
Le temple Huguo (chinois simplifié : 护国寺 ; chinois traditionnel : 護國寺 ; pinyin : hùguó sì) est un temple bouddhiste situé dans le parc Jingshan de la ville-préfecture de Wenzhou, province du Zhejiang, en République populaire de Chine. Il y est pratiqué le courant de l'école Linji du bouddhisme chan (mahayana).

## Histoire
Il a été établi sous la dynastie Tang, en 785 et a évolué de nombreuses fois depuis sous les différentes dynasties.

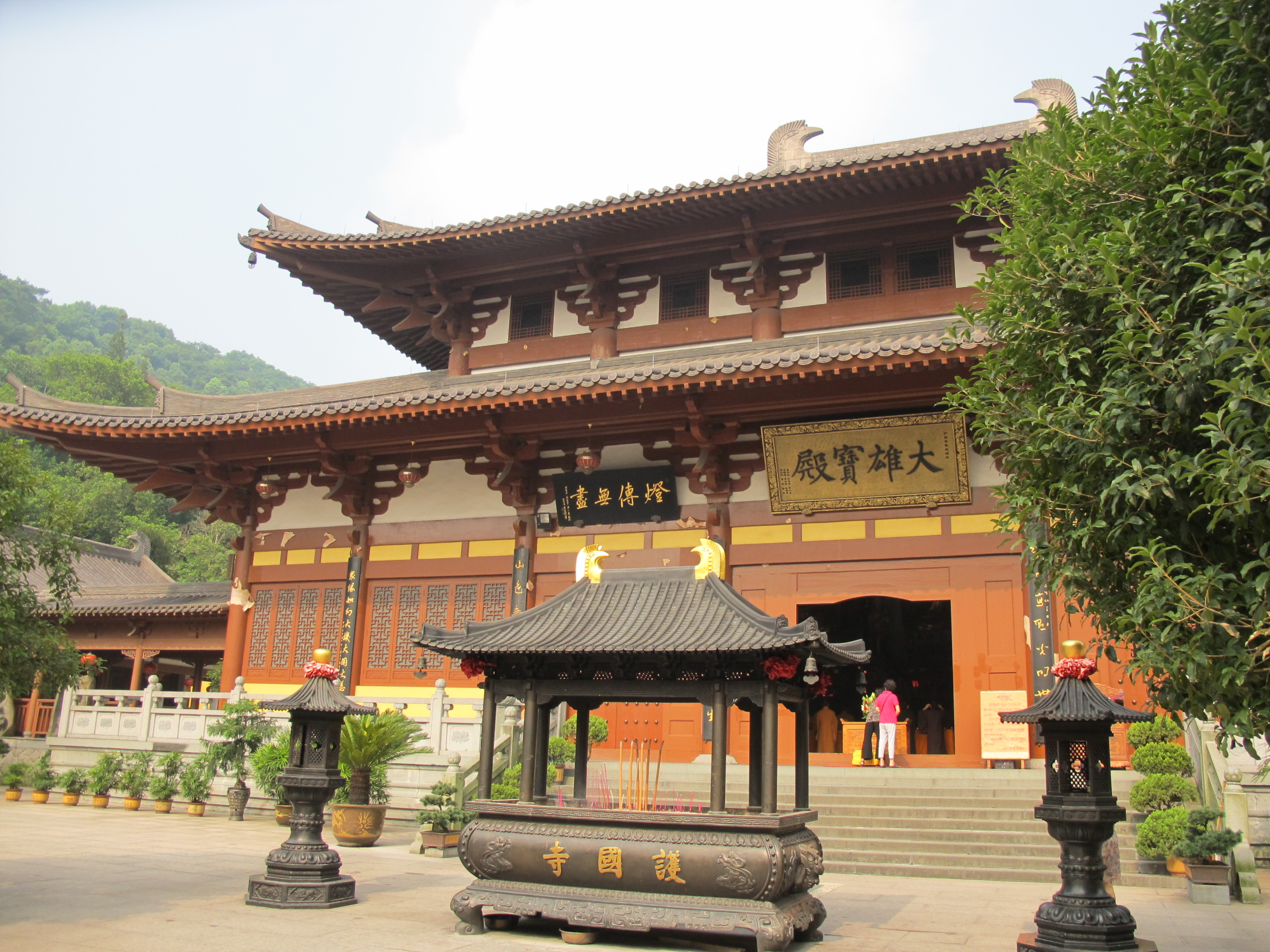
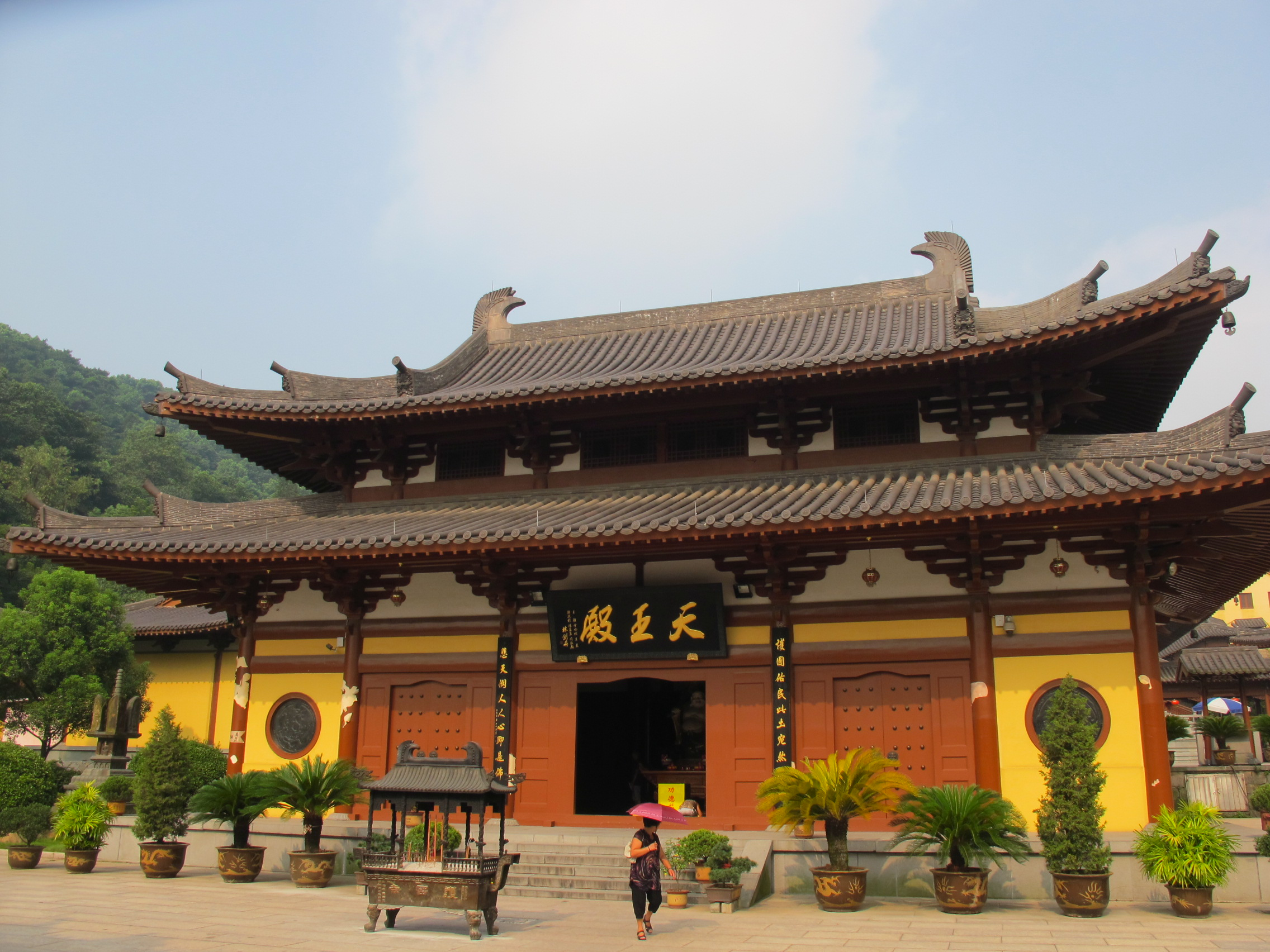
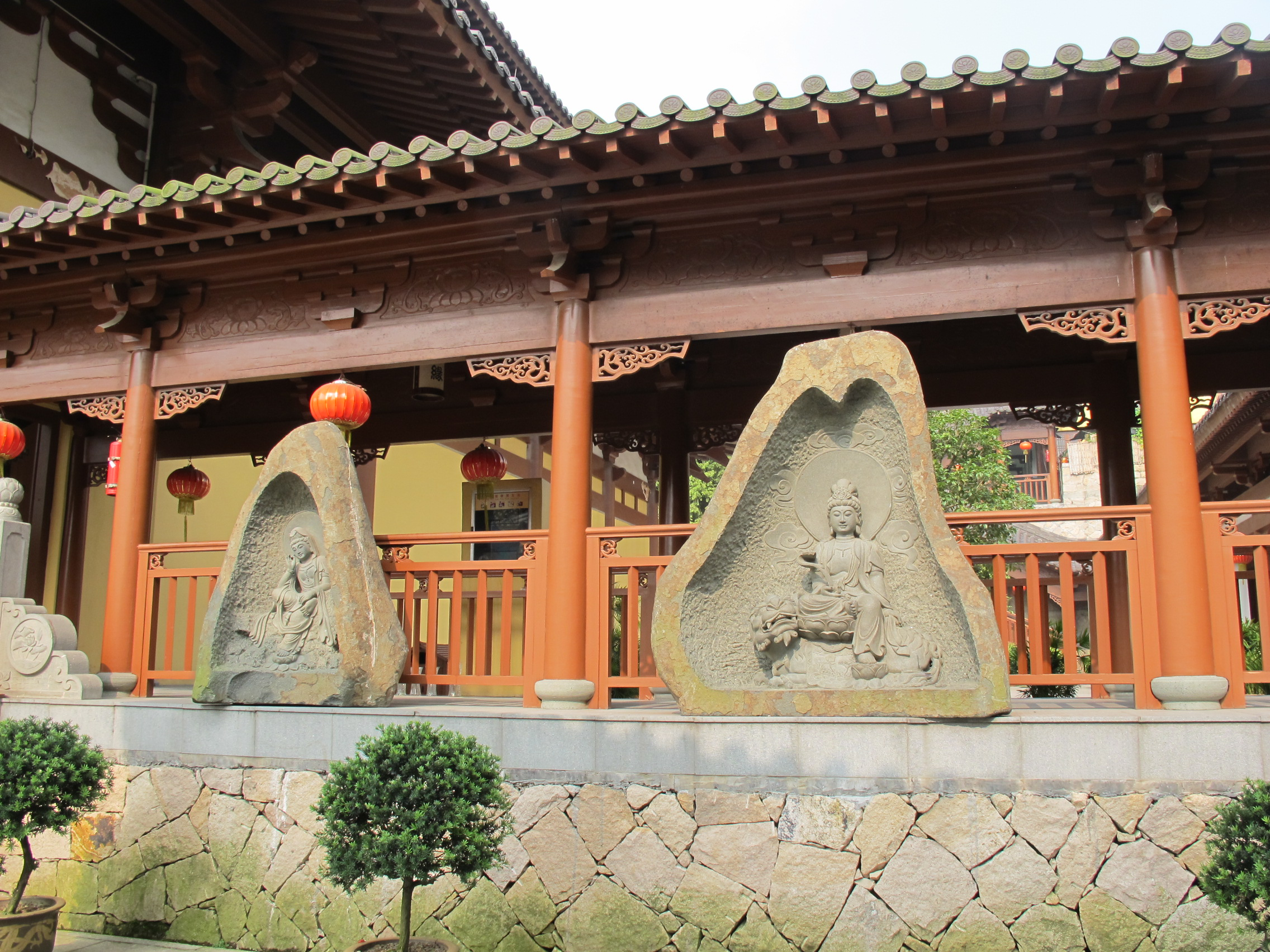
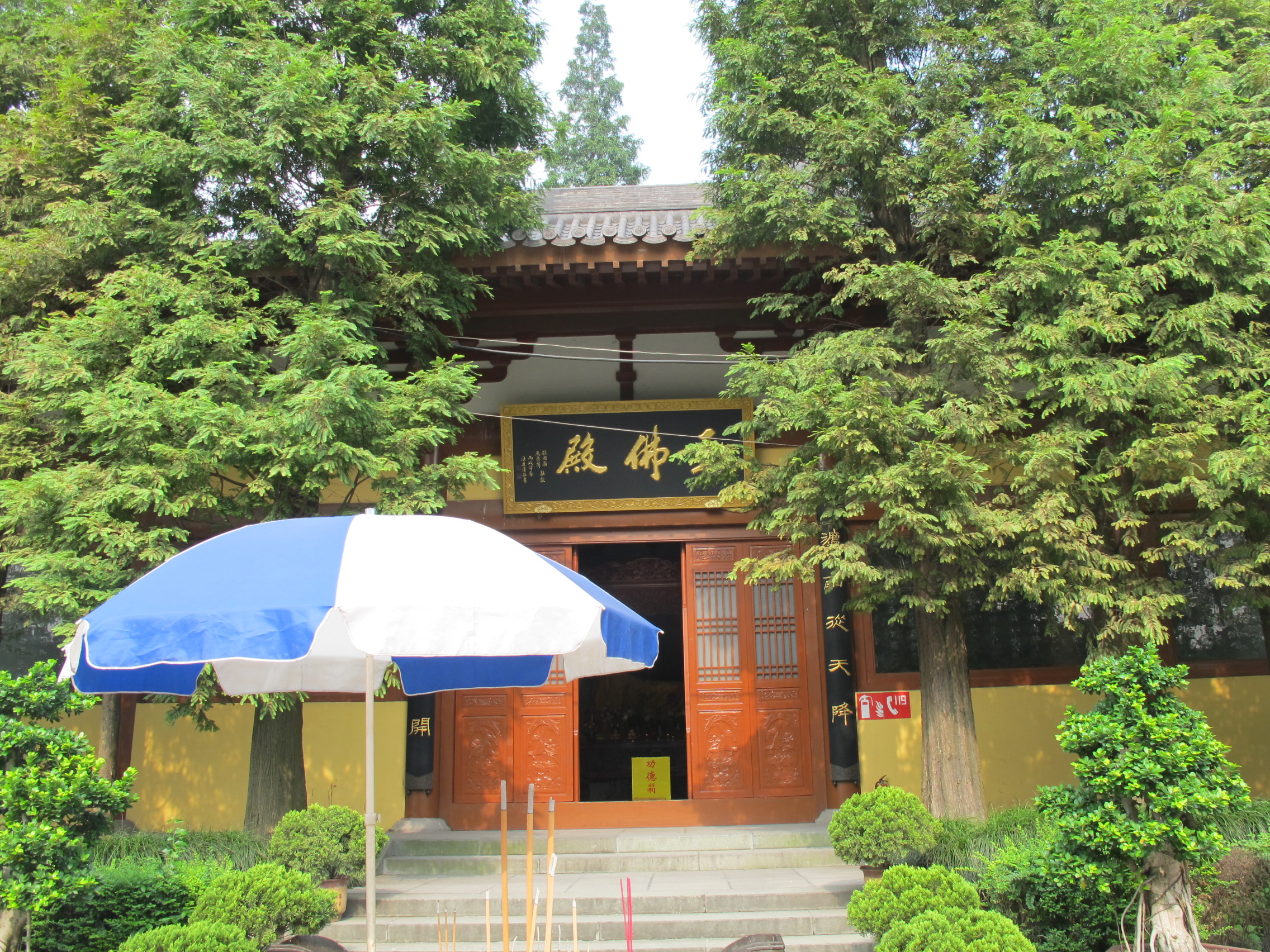
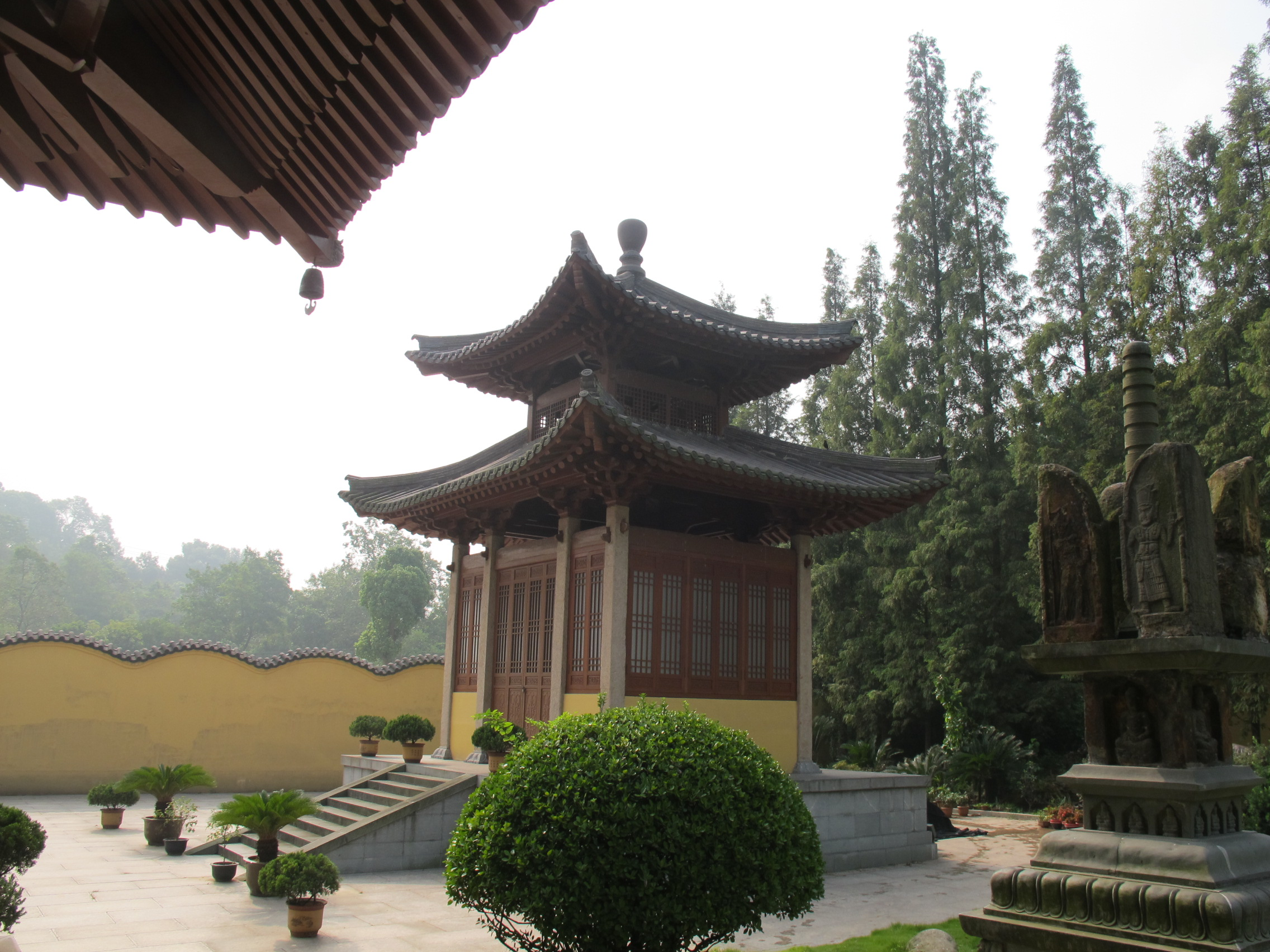
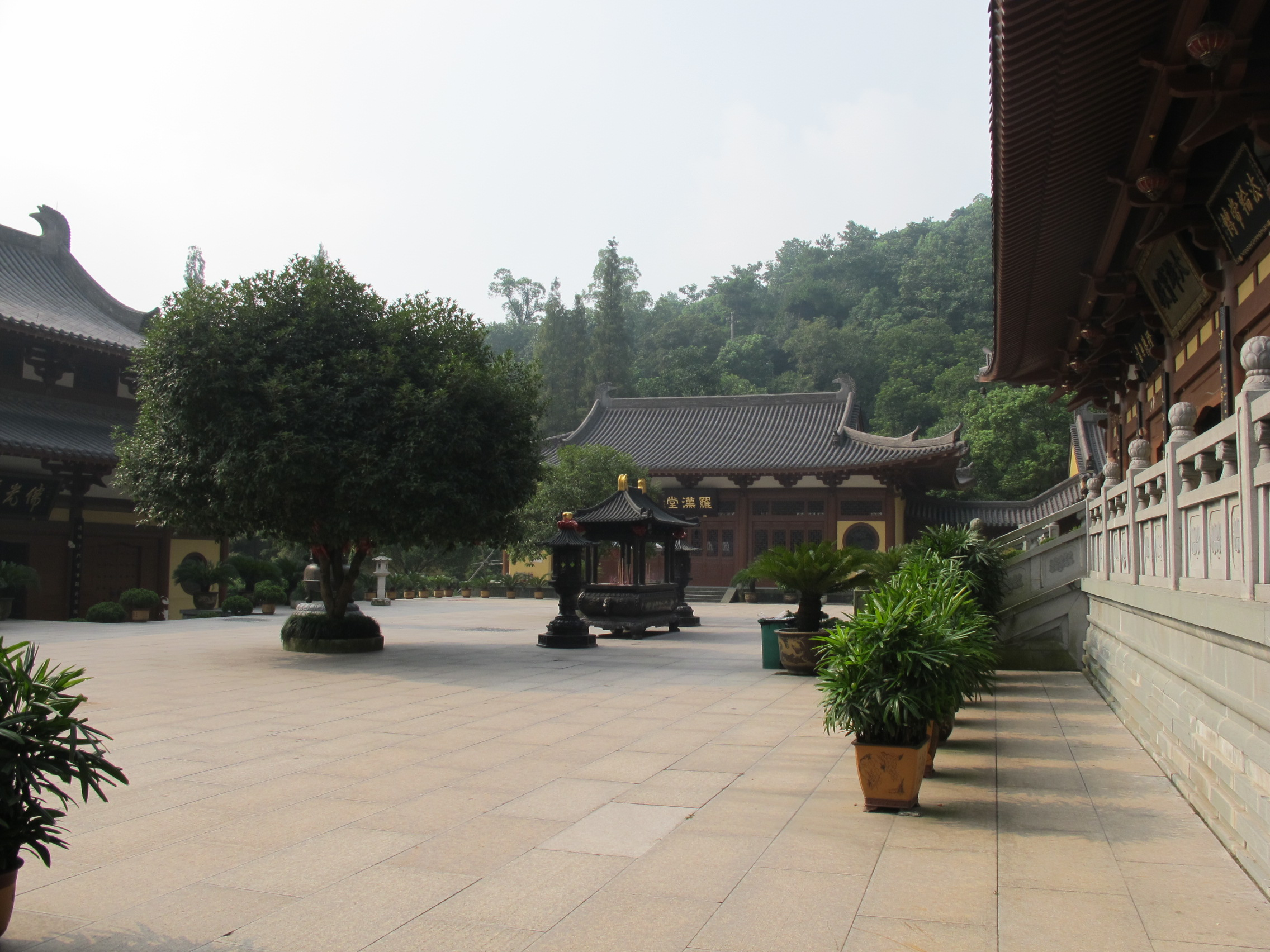